# 7225 Huntress
Huntress (asteróide 7225) é um asteróide da cintura principal, a 1,8598769 UA. Possui uma excentricidade de 0,2050735 e um período orbital de 1 307,17 dias (3,58 anos).
Huntress tem uma velocidade orbital média de 19,47216029 km/s e uma inclinação de 6,88119º.
Este asteróide foi descoberto em 22 de Janeiro de 1983 por Edward Bowell.